# Кубок Освалдо Круза
Кубок Освалдо Круза (порт. Copa Oswaldo Cruz) — футбольний турнір, що нерегулярно проводився з 1950 по 1976 рік. Учасниками змагання були збірні Бразилії та Парагваю. Всього було проведено 8 розіграшів. У всіх турнірах перемогу здобула Бразилія.

## Ігри
| Рік  | Дата         | Місце проведення | Переможець | Рахунок | Програвший |
| ---- | ------------ | ---------------- | ---------- | ------- | ---------- |
| 1950 | 7 травня     | Ріо-де-Жанейро   | Бразилия   | 2:0     | Парагвай   |
| 1950 | 13 травня    | Сан-Паулу        | Бразилія   | 3:3     | Парагвай   |
| 1955 | 13 листопада | Ріо-де-Жанейро   | Бразилія   | 3:0     | Парагвай   |
| 1955 | 17 листопада | Сан-Паулу        | Бразилія   | 3:3     | Парагвай   |
| 1956 | 12 червня    | Асунсьйон        | Бразилія   | 2:0     | Парагвай   |
| 1956 | 17 червня    | Асунсьйон        | Бразилія   | 5:2     | Парагвай   |
| 1958 | 4 травня     | Ріо-де-Жанейро   | Бразилія   | 5:1     | Парагвай   |
| 1958 | 7 травня     | Сан-Паулу        | Бразилія   | 0:0     | Парагвай   |
| 1961 | 30 квітня    | Асунсьйон        | Бразилія   | 2:0     | Парагвай   |
| 1961 | 3 травня     | Асунсьйон        | Бразилія   | 3:2     | Парагвай   |
| 1962 | 21 квітня    | Ріо-де-Жанейро   | Бразилія   | 6:0     | Парагвай   |
| 1962 | 24 квітня    | Сан-Паулу        | Бразилія   | 4:0     | Парагвай   |
| 1968 | 25 липня     | Асунсьйон        | Бразилія   | 4:0     | Парагвай   |
| 1968 | 28 липня     | Асунсьйон        | Бразилія   | 0:1     | Парагвай   |
| 1976 | 7 квітня     | Асунсьйон        | Бразилія   | 1:1     | Парагвай   |
| 1976 | 9 червня     | Ріо-де-Жанейро   | Бразилія   | 3:1     | Парагвай   |